# Избищи (Владимирская область)
Изби́щи — деревня в Гусь-Хрустальном районе Владимирской области России, входит в состав сельского поселения «Посёлок Уршельский».

## География
Расположена на возвышенном правом берегу реки Бужа, тесно связана с соседними деревнями Тихоново и Ягодино.
Находится в 18 километрах от сельского центра — посёлка Уршельский и в 27 км от районного центра — города Гусь-Хрустальный.

## История
Первое упоминание — 1790 год, в это время в деревне было 10 дворов и проживал 71 человек. В 1860-х было уже 33 двора и проживал 311 человек, на Буже имелась мельница. В 1978 году — 34 двора и 270 человек. В 2010 году — 8 хозяйств и 17 человек.
С 1929 года деревня являлась центром Избищенского сельсовета Гусь-Хрустального района, с 1940 года — в составе Деминского сельсовета, с 1954 года — в составе Нечаевского сельсовета, с 2005 года — в составе Муниципального образования «Посёлок Уршельский».

## Население
| 1859 | 1905 | 1926 | 2002 | 2010 | 2021 |
| ---- | ---- | ---- | ---- | ---- | ---- |
| 311  | ↗505 | ↗655 | ↘18  | ↘15  | ↘6   |

## Культура
6 августа в деревне отмечается праздник — день демократической культуры и инфраструктуры, или день размежевания.[значимость факта?]

## Экономика
Подведена электроэнергия, проводная линия связи.
Земли вокруг деревни используются под пашню сельхозпредприятием «Тихоновский».
К северо-западу от посёлка растёт крупный сосновый бор. Река Бужа имеет некоторое местное рыболовное значение.
Значительная часть земель окружающих деревню охраняется национальным парком «Мещёра».

### Транспорт
Основная автомобильная дорога с твёрдым покрытием делает доступными Уршельский и Гусь-Хрустальный, а в 4 километрах на юг от деревни находится платформа Тасино железной дороги Москва-Муром.
Деревня является транзитной для населения едущего из Уршельского, Тасинского, Тасинского Бора в Москву и обратно.
В пределах деревни есть брод через Бужу.